# Pinus echinata
Espèce
Statut de conservation UICN

 LC  : Préoccupation mineure
Le Pin de Caroline, Pinus echinata, (en anglais Carolina pine), est une espèce de conifères de la famille des Pinaceae.

## Écologie

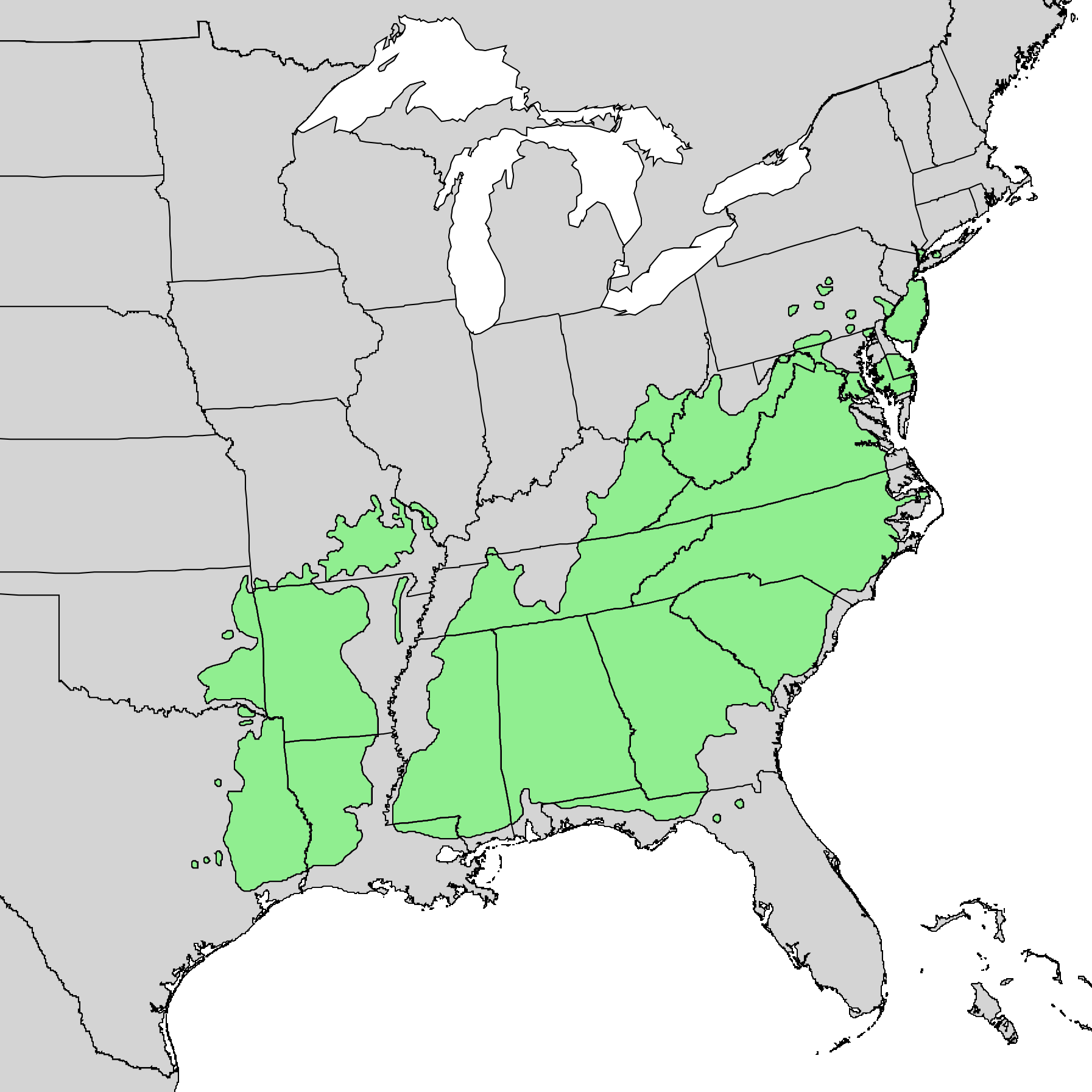
Carte de distribution de Pinus echinata, en vert.